# كيندازي
كيندازي، في السومرية: 𒀭𒃱𒍣، دكيندا2-زي. هو إله سومريٌّ ثانوي. كان كيندازي "حلاقًا إلهيًا"، ومساعدًا للإله نينجيرسو.
كيندازي معروف من المخطوطات الكتابية، مثل الكتابات في رأس الصولجان، والمهدى من الملكة نينكاجينا لحياة الملك نام-ماهاني ملك لگش.
𒀭𒃱𒍣 / 𒈗𒀀𒉌 / 𒉆𒋾 / 𒉆𒈤𒉌 / 𒑐𒋼𒋛 / 𒉢𒁓𒆷𒆠𒂠 / 𒎏𒅎𒄀𒈾 / 𒌉𒅗𒆬𒆤 / 𒅇𒉆𒋾𒆷𒉌𒂠 / 𒀀𒈬𒈾𒊒 /𒅆𒁕𒁀 / 𒈗𒈬𒁀𒍣𒄀 / 𒃶𒈠𒁕𒍣𒍣 / 𒈬𒁉
ترجمة صوتية للكلمات من السومرية للعربية:
دكيندا زي/ لوغال أ ني/ نام تي/ نام ماه ني/ إنسي/ لاگاشكي كا شي/ نين إنيم گي نا/ دومو كا كو كي/ أو نام تي لا ني شي/ أ مو نا رو/ شيطا با/ لوغال مو با زي گي/ هي ما دا زي زي/ مو بي

«إلى كيندازي، ملكها. منحت نين-كاجينا، ابنة كاكو، هذا تكريمًا لحياة ناماهاني، حاكم لگش، ومنحته لرفع ذكرها أيضًا».
مخطوطة كتابية مرسلة من نين-كاجينا لحياة نام ماهاني.
ويظهر كيندازي في نقوش مختلفة أخرى، مثل أسطوانات كوديا.